# Eugène Bourdon

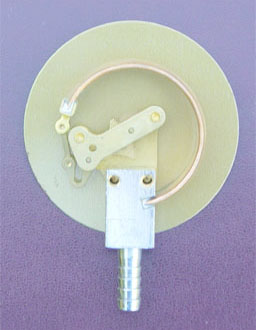
Bourdon drukmeter

Eugène Bourdon (Parijs, 8 april 1808 – aldaar, 29 september 1884) was een Franse horlogemaker en ingenieur die in 1849 de Bourdon-manometer, een meetinstrument voor druk, uitvond dat nog steeds in gebruik is.
De manometer kan een druk meten tot 690 MPa of 6800 atm, iets dat voorheen onmogelijk was. Met de snelle ontwikkeling van stoommachines destijds en de bijbehorende ketels zijn veel ongevallen voorkomen door deze uitvinding. Eugene Bourdon richtte het bedrijf de Bourdon Sedeme Company op voor de productie van zijn uitvinding.